# Léon Dieperinck
 (mai 2025).
Léon Dieperinck (Leo Ferdinand Dieperinck), né à Bruges le 9 mai 1917 et mort en août 2010, est un peintre figuratif belge du XXe siècle appartenant à l'école de Bruges.

## Biographie
Léon Dieperinck étudie les arts à l'Académie des beaux-arts de Bruges chez F. Aerts, L. Poupaert et Emile Rommelaere et à l'Académie de Bruxelles avec Henri Van Haelen.
Dieeinck peint surtout des vues de ports, de paysages urbains de Bruges, d'intérieurs et de polders. Il réalise également des décors de théâtre, travaille dans la publicité et est caricaturiste.
Il a longtemps tenu une galerie privée Hoefijzerlaan à Bruges.
Il a été membre de l'association Vereniging Hedendaagse Kunst et du cercle artistique Iris à Bruges.